# Director's cut
Director's cut, engelska för "regissörens klippning" är en utgåva av en film som har klippts enligt regissörens avsikter.
Detta har i allmänhet varit en tidigare version än final cut - den version som släpps för kommersiell visning på biografer. Biografversionen är anpassad efter åldersgränsregler, särskilt för USA, och andra kommersiella hänsyn. Därför får normalt director's cut en högre åldersgräns. Actionfilmer siktar i USA normalt på 13-årsgräns vilket innebär förbud mot nakenhet och sex. Dödande går bra, men inte i närbild. Director's cut kan ta lättare på dessa begränsningar. En annan skillnad är ofta att biografversionen är kortare än director's cut för att hålla nere kostnaden för personal och lokal i bion.
När videobandspelare blev vanliga började filmdistributörerna släppa director's cut på video efter att den vanliga versionen släppts. Detta har lett till en korruption av begreppet, där många videoutgåvor marknadsförs som director's cut fast det varit en helt annan version.
Uttrycket myntades efter att regissören Michael Cimino gjort en egen klippning av filmen Heaven's Gate (ursprungligen från 1981) som i originalversionen fick ett dåligt mottagande.[källa behövs]